# Der Sekundant
Der Sekundant ist eine Erzählung des österreichischen Schriftstellers Arthur Schnitzler. Sie erschien – postum – erstmals im Januar 1932 in der Vossischen Zeitung, Berlin.
Ein Sekundant wird beauftragt, die Witwe eines getöteten Duellanten zu benachrichtigen, hat aber stattdessen eine kurze erotische Liaison mit ihr.

## Inhalt
Ein Sekundant erinnert sich an das siebente Duell, bei dem er als junger Mann assistierte und das ihm besonders im Gedächtnis haften geblieben ist. 
Mehrere Jahre zuvor: Nachdem die Affäre von Eduard Loiberger und der Frau eines Ulanenoffiziers bekannt geworden ist, fordert der betrogene Ehemann Loiberger zum Duell. Loiberger beauftragt zwei Bekannte, Doktor Mülling und den namenlosen Erzähler, ihm zu sekundieren. Seiner jungen Frau Agathe verschweigt er das anberaumte Duell. Bereits zwei Tage später wird dieses ausgetragen; Loiberger kommt ums Leben, und der Erzähler wird beauftragt, Agathe die tragische Neuigkeit zu überbringen. Er sucht Agathe in ihrer Villa nahe Ischl auf, doch statt ihr vom Tode ihres Gatten zu berichten, folgt er ihrer Einladung zum Essen. Der junge Sekundant erinnert sich, dass die junge Frau ihm in der Vergangenheit mehrmals ermunternde Blicke und Gesten zuwarf. Er begreift, dass sie annimmt, sein Auftauchen habe allein den Zweck, die Abwesenheit ihres Mannes auszunutzen. Die beiden verbringen den Nachmittag miteinander, und es wird angedeutet, dass sie miteinander schlafen. Anschließend hat er einen verwirrenden Traum, in dem sich Agathe, ihr toter Mann und er an verschiedenen Orten begegnen; der Traum endet damit, dass Loiberger versucht, den Sekundanten zu ertränken. Nach dem Erwachen bedankt sich Agathe für die gemeinsam verbrachte Zeit, fordert ihn aber auf, zu gehen. Der Erzähler, immer noch nicht in der Lage, das Geschehene zu berichten, versucht sie vergeblich zu überreden, sich für ihn zu entscheiden. In diesem Moment treffen Mülling und eine Freundin Agathes ein. Mülling überbringt die Nachricht von Loibergers Tod. Agathe trifft umgehend Anstalten, zu dem Toten zu reisen, ihr junger Liebhaber ist vergessen.
Jahre später begegnet der Sekundant Agathe wieder, die inzwischen erneut geheiratet hat. Sie blickt ihn offen an, gibt ihm aber kein Zeichen des Erkennens.

## Hintergrund
Der Sekundant war Schnitzlers letzte vollendete literarische Arbeit, an der er von 1927 bis zu seinem Lebensende schrieb. Michaela L. Perlmann dagegen bezeichnet die Erzählung als unvollendet.

## Ausgaben
- Arthur Schnitzler: Meistererzählungen, Diogenes, Zürich 2002, 256 Seiten, kartoniert, ISBN 978-3-257-21016-3